# زنجبیل قرمز
زنجبیل قرمز (نام علمی: Alpinia purpurata) نام یکی از گونه‌های گیاهان گلدار است. این گیاه در هاوائی، ترینیداد، گرنادا، سنت لوسیا، دومینیکا، مارتینیک، جزیره گوادلوپ، پورتوریکو، و بسیاری از کشورهای آمریکای مرکزی شامل بلیز می‌روید. دو جوره (گیاه‌شناسی) از این گیاه وجود دارد که یکی شاه جنگل Jungle King و دیگری ملکهٔ جنگل Jungle Queen خوانده می‌شود.
زنجبیل قرمز گل ملی کشور ساموآ است و در این کشور teuila نامیده می‌شود.

## نگارخانه

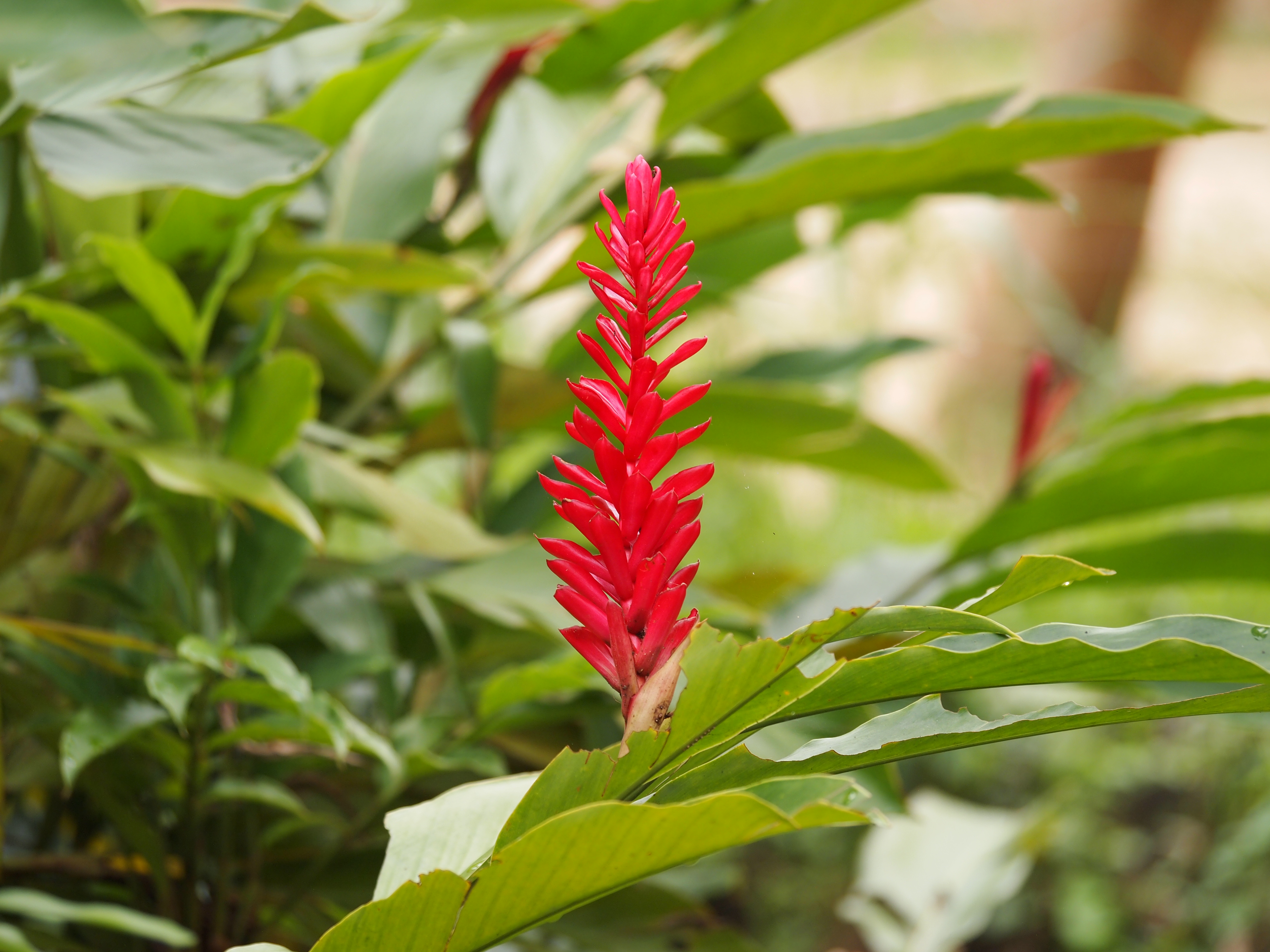
گل دادن زنجبیل قرمز در مالزی
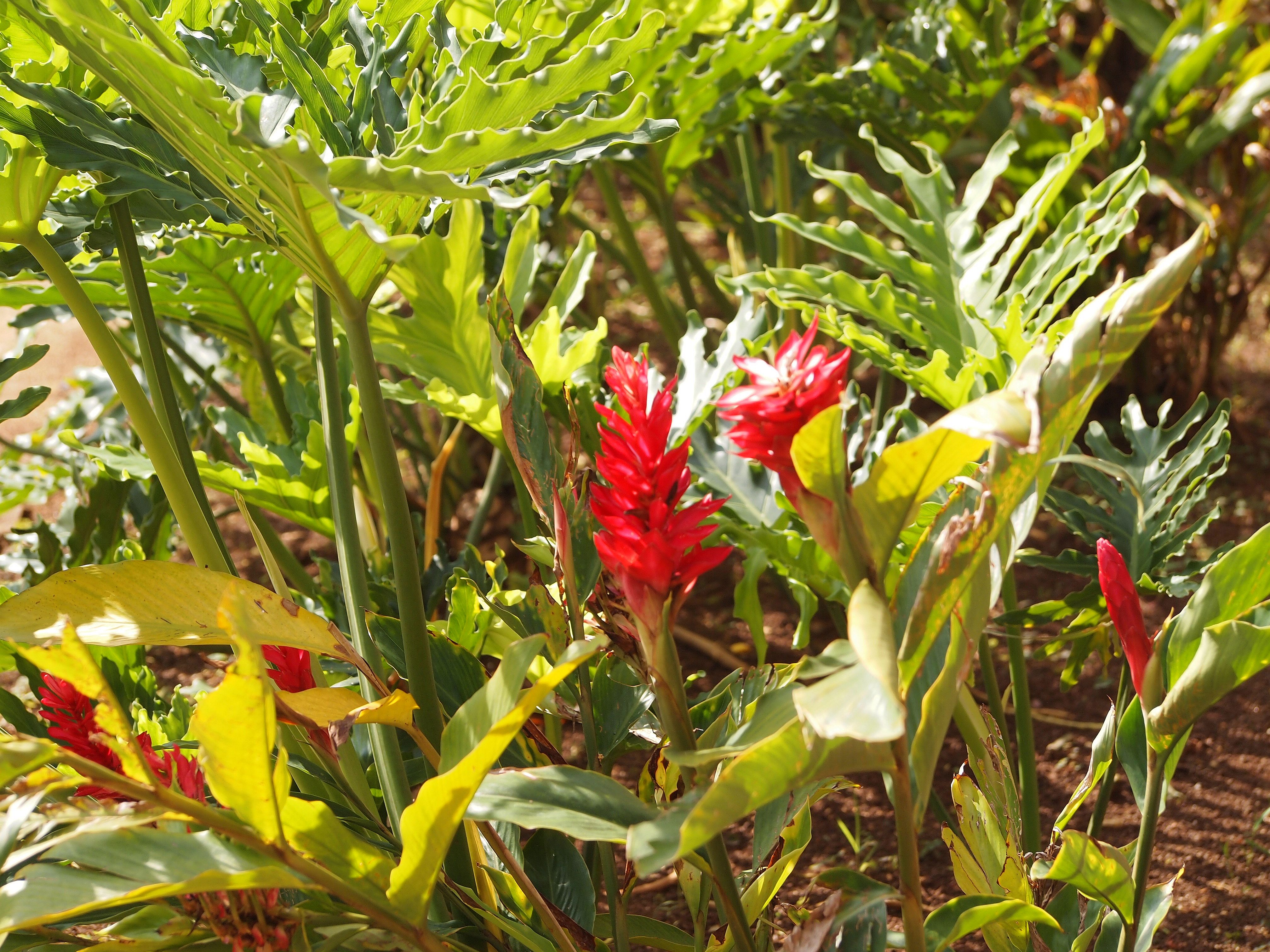
زنجبیل قرمز در مالزی